# Statistiques et records de l'USM Blida
L'Union sportive madinet Blida, couramment désigné comme l'USMB, est un club de football professionnel algérien basé à Blida, dont la première équipe joue au plus haut niveau du football algerien, la Ligue 1. L'équipe a été créée en 1932.

## Club

### Statistiques générales en compétition
| Championnats                  | Saisons | Titres | J    | G   | N   | P   | Bp   | Bc   | Diff |
| ----------------------------- | ------- | ------ | ---- | --- | --- | --- | ---- | ---- | ---- |
| Division 1 Ligue 1            | 25      | 0      | 722  | 225 | 227 | 270 | 741  | 798  | -57  |
| Division 2 Ligue 2            | 19+4    | 4      | 539  | 252 | 148 | 139 | 732  | 469  | +274 |
| Division 3 DNA                | 5       | 0      |      |     |     |     |      |      |      |
| Division d'Honneur (1963-64)  | 1       | 0      | 30   | 18  | 6   | 6   | 46   | 28   | +18  |
| Critérium d'Honneur (1962-63) | 1       | 0      | 18   | 10  | 3   | 5   | 57   | 12   | +45  |
| Coupes nationales             | Saisons | Titres | J    | G   | N   | P   | Bp   | Bc   | Diff |
| Coupe d'Algérie (1992-        | 24+27   | 0      | 73   | 35  | 20  | 18  | 110  | 67   | +43  |
| Coupe de la Ligue             | 3       | 0      | 20   | 8   | 6   | 6   | 25   | 19   | +6   |
| Championnat arabe des clubs   | Saisons | Titres | J    | G   | N   | P   | Bp   | Bc   | Diff |
| Championnat arabe des clubs   | 2       | 0      | 10   | 1   | 2   | 7   | 8    | 21   | -13  |
| Total                         | 55      | 4      | 1412 | 549 | 412 | 451 | 1719 | 1414 | +305 |

### Matchs
- Premier match :
- Première victoire :
- Première défaite :
- Première match africaines :
- Moins de matchs pour remporter le titre de Ligue 1 :

### Matchs et saisons records
| - Ligue 1 - À domicile: 7–1 - WA Tlemcen (26 octobre 2000) - À l'extérieur: 0–4 - NA Hussein Dey (12 juin 1966) - NA Hussein Dey (4 janvier 2006) - Coupe d'Algérie - À terrain neutre: 11–0 - IRC Aïn Salah (10 décembre 1987) - À domicile: 5–0 - RUDS Batna (31 décembre 2010) - CRB Tipaza (14 novembre 2014) - DRB Tadjenanet (3 février 2018) - À l'extérieur: 2–8 - CRB Bordj El Kiffan (27 décembre 1985) - Coupe de la Ligue - À domicile: 6–1 - RC Arba (1er octobre 1997) - À l'extérieur: 2–3 - MC Alger (3 janvier 2000) |

| - Buts marqués en une saison de Ligue 1 - Le plus: 42 (2000-2001, 30 matchs) - À domicile: 35 (2000-2001, 30 matchs) - À l'extérieur: 20 (1994-1995, 30 matchs) - Le moins: 16 (2010-2011, 30 matchs) - À domicile: 8 (2010-2011, 30 matchs) - À l'extérieur: 6 (2008-2009, 30 matchs) - Buts encaissés en une saison de Ligue 1 - Le moins: 22 (2002-2003, 30 matchs) - À domicile: 4 (2002-2003, 30 matchs) - À l'extérieur: 16 (1965-1966, 30 matchs) - Le plus: 53 (1974-1975, 30 matchs) - À domicile: 22 (1972-1973, 30 matchs) - À l'extérieur: 36 (1974-1975, 30 matchs) - Différence de buts en une saison de Ligue 1 - La meilleure: +12 (2000-2001, 30 matchs) - À domicile: +27 (2000-2001, 30 matchs) - À l'extérieur: -1 (1965-1966, 30 matchs) - La pire: -33 (1974-1975, 30 matchs) - À domicile: -3 (1965-1966, 30 matchs) - À l'extérieur: -29 (1974-1975, 30 matchs) - Plus grand nombre de clean sheets en une saison : - 15 (2002-2003, 30 matchs) - 14 (1993-1994, 30 matchs) |

| - Ligue 1 - À domicile: 0–4 - USM Alger (20 octobre 1963) - CR Belcourt (3 octobre 1965) - À l'extérieur: 5–0 - MO Constantine (1er juillet 1973) - MC Alger (28 avril 1974) - ES Sétif (19 janvier 1975) - Coupe d'Algérie - À domicile: 2–3 - Paradou AC (18 décembre 2018) - À l'extérieur: 4–0 - USM Sétif (20 décembre 1963) - À terrain neutre: 0–4 - USM Alger (19 novembre 1999) - Coupe de la Ligue - À domicile: 1–2 - JSM Bejaia (27 janvier 2000) - À l'extérieur: 3–0 - CR Belouizdad (24 janvier 2000) |

| - Le plus de points en une saison de Ligue 1 51 points (2002-2003, 30 matchs) - Le moins de points en une saison de Ligue 1 23 points (2017-2018, 30 matchs) - Victoires en une saison de Ligue 1 Le plus: 14 (2000-2001 et 2002-2003, 30 matchs) Le moins: 5 (2017-2018, 30 matchs) - Défaites en une saison de Ligue 1 Le moins: 7 (1994-1995 et 2002-2003, 30 matchs) Le plus: 19 (1974-1975, 30 matchs) - Matchs nuls en une saison de Ligue 1 Le plus: 15 (2015-2016, 30 matchs) Le moins: 4 (1974-1975, 30 matchs) |

| - Victoires Consécutives : 5 > 06/04/2010 au 22/05/2010 - Nuls Consécutifs : 6 > 10/12/1992 au 04/02/1993 - Défaites Consécutives : 6 > 06/10/1974 au 10/11/1974 - Matches Consécutifs sans Défaite : 10 > 17/03/1994 au 06/06/1994 - Matches Consécutifs sans Victoire : 13 > 01/01/1998 au 28/05/1998 - Matches Consécutifs sans Nul : 14 > 03/10/1965 au 30/01/1966 |

## Palmarès

### Titres nationaux
- Championnat d'Algérie (0)
  - Vice-Champion : 2003.
  - Troisième : 1995.
  - Quatrième : 2001.
- Coupe d'Algérie (0)
  - Finaliste : 1996.
- Coupe de la Ligue d'Algérie (0)
  - Demi-finaliste : 1998 .

Autres compétitions
- Championnat d'Algérie de D2 (4)
  - Champion : 1972, 1992, 1997 et 2015.
  - Vice-champion : 2017.

### Titres africaines
Anciennes compétitions
- Coupe d'Afrique du Nord
  - Demi-finaliste : 1954.

## Joueurs

### Caps
- Plus de caps : +420 – Billal Zouani
- Plus de caps en Ligue 1 :+313 – Billal Zouani
- Plus jeune joueur :
- Joueur le plus âgé :
- Plus longue série sans encaisser de buts :

#### Joueurs les plus capés depuis 2000-2001
| #  | Nom                  | Poste             | Ligue 1 |
| -- | -------------------- | ----------------- | ------- |
| 1  | Salah Mohamed Samadi | Gardien de but    | 188     |
| 2  | Smaïl Diss           | Défenseur central | 183     |
| 3  | Samir Galoul         | Défenseur         | 170     |
| 4  | Billal Zouani        | Attaquant         | 164     |
| 5  | Sid Ahmed Belouahem  | Défenseur         | 130     |
| 6  | Abdellah Chebira     | Défenseur         | 116     |
| 7  | Abderaouf Zemmouchi  | Défenseur         | 111     |
| 8  | Abdelkader Benayada  | Défenseur         | 100     |
| 9  | Mohamed Badache      | Attaquant         | 106     |
| 10 | Boubaker Rebih       | Attaquant         | 105     |

### Buteurs
- Plus grand nombre de buts inscrits :
- Plus grand nombre de buts inscrits sur une saison :
- Plus grand nombre de buts inscrits en Ligue 1 sur une saison :
- Plus grand nombre de buts inscrits en Ligue 1 :
- Plus grand nombre de buts inscrits en un match :
- Premier but :
- But le plus rapide :
- But le plus rapide en Ligue 1 :
- Plus jeune buteur :

#### Classement des meilleurs buteurs en Ligue 1 depuis 1992-93 au 2017-18
| #  | Nom                | Poste     | Ligue 1 |
| -- | ------------------ | --------- | ------- |
| 1  | Billal Zouani      | Attaquant | 76      |
| 2  | Kamel Kherkhache   | Attaquant | 31      |
| 3  | Mohamed Badache    | Attaquant | 30      |
| 3  | Mustapha Chambet   | Attaquant | 19      |
| 4  | Réda Zouani        | Attaquant | 17      |
| 5  | Kamel Kaci-Saïd    | Attaquant | 16      |
| 6  | Samy Frioui        | Attaquant | 15      |
| 7  | Smaïl Diss         | Défenseur | 14      |
| 8  | Samir Galoul       | Défenseur | 14      |
| 9  | Hamid Chahloul     | Attaquant | 13      |
| 10 | Ézéchiel Ndouassel | Attaquant | 12      |
| 11 | Wilfried Endzanga  | Attaquant | 11      |
| 12 | Fares Hemitti      | Attaquant | 11      |
| 13 | Farid Touil        | Attaquant | 11      |
| 14 | Hakim Zane         | Défenseur | 11      |
| 15 | Bilel Herbache     | Milieu    | 10      |
| 16 | Mohamed Mehdaoui   | Milieu    | 10      |
| 17 | Menni Zeggaï       | Attaquant | 10      |